# Leyla Birlik
Leyla Birlik (ur. 3 marca 1974 w Deriku) – turecka polityczka, z pochodzenia Kurdyjka, działaczka Ludowej Partii Demokratycznej (HDP) i była posłanka do Wielkiego Zgromadzenia Narodowego Turcji.

## Życiorys
Zanim została posłanką, pełniła funkcję przewodniczącej rady miejskiej w Şırnaku. Została wybrana do tureckiego parlamentu w wyborach w czerwcu 2015 r. z listy Ludowej Partii Demokratycznej. W przedterminowych wyborach w listopadzie 2015 r. zdobyła mandat po raz drugi, również z listy HDP.
4 listopada 2016 r. została aresztowana razem z grupą innych posłów HDP: Nursel Aydoğan, Selahattinem Demirtaşem, İdrisem Balukenem, Figen Yüksekdag i Gülser Yildirim. Została oskarżona o znieważenie prezydenta Turcji Recepa Tayyipa Erdoğana, a także o członkostwo w nielegalnej Partii Pracujących Kurdystanu (PKK). Została zwolniona z aresztu w styczniu 2017 r.
W styczniu 2018 r. została uznana za winną znieważenia prezydenta i skazana na 19 miesięcy więzienia. Nie przyznała się do winy i odwołała się od wyroku. Według innego źródła początkowo skazano ją na 18 miesięcy, a w drugiej instancji wyrok został zaostrzony do 21 miesięcy.
W sierpniu 2018 Leyla Birlik uciekła do Grecji, dotarła do Orestiady i złożyła wniosek o azyl polityczny. W grudniu w Turcji została ponownie skazana na karę 18 miesięcy pozbawienia wolności, tym razem za złamanie prawa o zgromadzeniach i manifestacjach. Uznano ją za winną udziału w nielegalnych zgromadzeniach, organizowanych wbrew przepisom o stanie wyjątkowym wprowadzonym w południowo-wschodniej Turcji w 2015 r., gdy w regionie znowu wybuchły walki między kurdyjskimi partyzantami a wojskiem tureckim. Z Grecji udała się do Niemiec, gdzie również złożyła wniosek o azyl, który został pozytywnie rozpatrzony.
Zamężna z Mehmetem Birlikiem, ma dziecko.
Śmierć jej szwagra, Hacıego Lokmana Birlika, wzbudziła kontrowersje w Turcji. Według oficjalnej wersji, mężczyzna był partyzantem PKK i zginął w walce z wojskami tureckimi. Zdaniem Kurdów był nieuzbrojonym aktywistą i został zamordowany przez tureckich żołnierzy.